# Matsumoto Takashi
Matsumoto Takashi (jap. 松本 たかし; * 5. Januar 1906 in der Präfektur Tokio; † 11. Mai 1956) war ein japanischer Schriftsteller und Nō-Schauspieler.
Matsumoto entstammte einer Familie von Nō-Schauspielern der Hōshō-Schule und stand bereits achtjährig selbst auf der Bühne. Er beschäftigte sich auch mit klassischer chinesischer Literatur, Kalligraphie, englischer Sprache und Rakugo. 1921 erweckte das Haiku-Magazin Hototogisu sein Interesse für diese Gedichtform. Später trat er Shippo-kai, einer Haikugruppe für Nō-Schauspieler, bei und wurde Schüler des Schriftstellers Takahama Kyoshi.
Auf Grund seiner schlechten Gesundheit gab er um 1926 seine Pläne einer Laufbahn als Schauspieler auf und widmete sich ganz der Literatur. Er veröffentlichte mehrere Haiku-Sammlungen, einen Roman über den Nō-Schauspieler Hōshō Kurō (宝生 九郎) und mehrere Essaybände.

## Werke (Auswahl)
- Matsumoto Takashi Kushū (松本たかし句集), Haikus
- Taka (鷹), Haikus
- Yumi (弓), Haikus
- Nomori (野守), Haikus
- Ego no Hana (えごの花), Essays
- Kanawa (鉄輪), Essays